# Белов, Дмитрий Иванович
Дми́трий Ива́нович Бело́в (26 октября (8 ноября) 1900, с. Андреевское — 4 апреля 1942, Кострома) — русский и советский поэт, был близко знаком с С. А. Есениным, с которым переписывался на протяжении нескольких лет. Автор цикла стихов «Рабочие песни» (1920) и стихотворного сборника «Май в сердце» (1927).

## Молодые годы
По уточнённым данным, Дмитрий Иванович Белов родился 26 октября (8 ноября) 1900 года в селе Андреевское Иваново-Вознесенской губернии (ныне Приволжский район Ивановской области) в бедной крестьянской семье. Жил в селе Тезино (с 1925 года — район г. Вичуги). В юности был пастухом, работал на фабрике. В советское время служил в Красной Армии, был командиром.

## Творчество
В 1920-е годы недолгое время работал в иваново-вознесенской газете «Смычка», печатался в журналах «Новый быт», «Красная нива», «Комсомолия». В 1921 – 1923 гг. Д. И. Белов работал в Кинешемском укоме РКП(б).  Продолжал писать стихи, получившие положительную оценку А. С. Серафимовича.
Известный искусствовед М. П. Сокольников в «Литературе Иваново-Вознесенского края» (1925) писал, что Д. Белов — "даровитый самородок, пришедший в литературу от деревни и фабрики, и был раньше пастухом. Лучшие его вещи о деревне и детстве. Это цикл его стихов и поэма «Ребячье подполье».
В 1920 году в литературно-художественном сборнике «На переломе» (Оренбург) был напечатан поэтический цикл Д. И. Белова «Рабочие песни», среди которых такие стихи как «Подарил мне завод силу буйную…», «Вновь гудок ревёт», «Чу, переливаются…».
В 1927 году в Москве вышел сборник стихов «Май в сердце», в которых поэт воспевал деревню и мечтал, что «наш замшелый, бревенчатый край станет тракторным, коварным краем». В предисловии П. С. Когана отмечалось: «Как и Есенин, которого он часто напоминает стихами, он вырос среди лесов и полей […]. Но он в противоположность автору „Москвы кабацкой“ молод и наделен таким богатством радостного чувства, что его не пугает приход нового мира…». Некоторые из стихотворений: «Возвращение с отдыха», «Хоровод», «Веселое детство у хаты», «Люблю стада в полях курчавых», «Новая деревня».

## Знакомство с Есениным
Творчество Д. И. Белова испытало сильное влияние поэзии С. Есенина. Будучи слушателем партийной школы в Москве, в конце 1923 – в начале 1924 гг. Д. Белов близко познакомился с великим поэтом, с которым в дальнейшем переписывался. После смерти Есенина (28 декабря 1925 г.), 10 января 1926 года в иваново-вознесенской газете «Рабочий край» опубликовано его проникновенное стихотворение «Памяти Сергея Есенина»:
Мой любимый песенник, Серёжа, 
Боль, как птица, рвётся с языка. 
Знаю я, всего тебе дороже 
Кровью сердца тканная строка.
Ой ты, край наш, край золототканый, 
По садам молочная метель! 
Песнею баюкала поляну 
Нежная Серёжина свирель.
Не мила луне, знать, стала пышка, 
Что сочила масло на траву!  
Хлоп об землю мятый картузишко - 
И потёк в кабацкую Москву.
Голос твой, ликующий с пелёнок, 
Вдруг тоскливой нотой задрожал: 
Ты, смешной и дикий жеребёнок, 
Жизнь — коня стального — не догнал!
.
По свидетельству родственников Д. И. Белова, после его смерти осталось 15 писем С. Есенина, которые много лет лежали на чердаке дома Д. Белова в Вичуге, но в 1960-е годы старые бумаги вместе с письмами были уничтожены – сожжены в печи.
В 1926 году здоровье Дмитрия Белова было надломлено, он заболел, долго, но безуспешно лечился сначала в Иваново, затем в Ленинграде. 4 апреля 1942 года умер в Костроме и похоронен на больничном кладбище.

## Основные публикации
- Белов Д. И. Рабочие песни // цикл стихов в литературно-художественном сборнике кружка пролетарских писателей «На переломе». — Оренбург: Губагентство «Центропечати», 1920. — 69 с.
- Белов Д. И. Май в сердце (с предисловием П. С. Когана). — М.: «Московский рабочий», 1927. — 92 с.